# Manabu Yamanaka
Manabu Yamanaka (japanisch 山中学, Yamanaka, Manabu;  geboren 1959 in Hyogo, Japan) ist ein japanischer Fotograf.

## Leben
Manabu Yamanaka lebte als Kind in Amagasaki, einem Vorort von Osaka mit vielen Fabrikarbeitern und einem hohen Anteil von Buddhisten. Das Feiern buddhistischer Feste diente dem Zusammenhalt der Gemeinschaft und der Stärkung des Glaubens. Als Kind wurde Yamanaka bei einem Autounfall schwer verletzt und schwebte im Krankenhaus zehn Tage lang zwischen Leben und Tod. Er überlebte, aber sein geliebter Hund starb in dieser Zeit.
Yamanaka schloss die Osaka City Kogei Highschool (大阪市光芸高校 Ōsaka ichi-kō-gei kōkō), an der auch Fotografie gelehrt wird, ab und studierte drei Jahre am College. Er arbeitete dann als Assistent eines Modefotografen in Osaka, war aber mit dem kommerziellen Charakter und der durchgeplanten Arbeitsweise mit Models und Stylisten unzufrieden. Später ging er nach Tokio und begann, mit Werbefotografie seinen Lebensunterhalt zu verdienen. Parallel dazu schuf er seine Fotoserien und kreierte einen eigenen Stil, eine vom Buddhismus beeinflusste Fotografie.
Manabu Yamanaka lebt in Tokio.

## Werk
Manabu Yamanaka bringt in seinen sechs Fotoserien, die er im Lauf von 30 Jahren schuf, Außenseiter und soziale Randgruppen vor die Kamera. Er fotografierte überwiegend Menschen und nahm dabei das gesamte menschliche Dasein in den Blick: Die Serie Wukong Mang Mang Ran (2004) zeigt das früheste, Gyathei (1993–1998) das letzte Stadium des Lebens.
Die Serien umfassen sehr große analoge Schwarzweißaufnahmen von Menschen und Tieren vor neutralem weißen oder grauen Hintergrund. Keines seiner Bilder hat er bearbeitet.
Sie spiegeln Yamanakas buddhistischen Glauben: Den Glauben an die immanente Schönheit und den Übergangscharakter des Lebens. Die Titel kommen nicht aus der japanischen Alltagssprache, sondern stammen aus der buddhistischen Terminologie. Bei Ausstellungen werden die Bilder mit diesen Titeln und kurzen buddhistischen Kommentaren präsentiert. Das Hochformat und die Präsentation auf Holztafeln erinnern an traditionelle buddhistische Gemälde.
Der Fotograf brauchte für die Serien meist mehrere Jahre. Sein fotografischer Prozess setzt voraus, dass er viel Zeit mit dem Aufbau eines Vertrauensverhältnisses zu den Menschen verbringt, bevor er an die eigentliche Arbeit gehen kann.

### Arakan (1983–1988)
In seiner ersten Serie Arakan (japanisch 阿羅漢, der Wertvolle) fotografierte Yamanaka japanische Obdachlose. Bis auf Arakan #14 handelt es sich dabei um Männer. Fast alle sind mittleren Alters, was dem Durchschnittsalter japanischer Obdachloser Ende des 20. Jahrhunderts entspricht. Die Serie umfasst sechzehn Schwarzweißmotive, von denen jeweils sechs Exemplare hergestellt wurden. Die Motive sind nummeriert und enthalten keinerlei Informationen über Namen, Alter oder familiären Hintergrund der Obdachlosen.
Yamanaka äußerte in einem Interview, er habe sich zu der Serie durch die 16 Arakan-Darstellungen des chinesischen Priesters Zengetsu (832–912) inspirieren lassen. Ein Arakan oder Rakan (Sanskrit: Arhat, der Wertvolle) ist ein Anhänger des Buddhismus, der sich von allen irdischen Wünschen losgesagt hat und jenseits von Leben und Tod steht. Obwohl er das Stadium der Erleuchtung bereits erreicht hat, bleibt er als Vorbild auf der Erde. Indem Yamanaka seine Fotoserie von Obdachlosen Arakan nennt, rückt er die Abgebildeten in die Nähe von erleuchteten Anhängern des Buddhismus.

### Fujohkan (1988–1991)
Anlass für die Fotoserie Fujohkan (japanisch 不浄観, Vergänglichkeit) war ein toter Hund am Strand, den der Fotograf über neunundvierzig Tage zu beobachten und zu fotografieren versprach, „bis Gras über ihn wächst“. Die Serie umfasst einundzwanzig Arbeiten, die Tierkadaver zeigen. Nicht nur Hunde, auch Fledermäuse, Affen und andere Tiere wurden in unterschiedlichen Stadien der Verwesung fotografiert.

### Gyathei (1993–1998)
Für die dritte Serie Gyathei (japanisch 羯諦, überschreiten) fotografierte Yamanaka hochbetagte, nackte japanische Frauen. Die Serie besteht aus 17 analogen Schwarz-Weiß-Studioaufnahmen, von denen zusätzlich zum Original jeweils sechs Abzüge vorhanden sind. Der Titel lässt sich im buddhistischen Kontext mit das Leben überschreiten und sich auf die Erleuchtung zubewegen lesen, was für die Gyathei-Serie von Bedeutung ist. Der zerbrechliche und alte Körper der Fotografierten scheint ihren Übergang in eine andere Welt anzuzeigen. Die Kennzeichen des Alters wie zahnlose, offene Münder, Höhlungen in der knochigen Schamgegend und das Fehlen weiblicher Rundungen fallen ins Auge, ohne durch Übertreibung ironisiert zu werden. Yamanakas Ziel war es, den alten Frauen zu Sichtbarkeit zu verhelfen. 2008 äußerte Yamanaka in einem Interview, es sei aus Zensurgründen kaum möglich, die Serie in Japan auszustellen.
Die Entstehungsgeschichte der Serie lässt die Umstände, unter denen der Fotograf die Aufnahmen machte und später veröffentlichte, trotz der anerkennenswerten Absichten Yamanakas aus moralischer Perspektive fragwürdig erscheinen.

### Dohshi (1998–1999)
Die Fotoserie Dohshi (japanisch 童子, Akolythen (im Buddhismus: junge Assistenten von Mönchen)) stammt aus den Jahren 1998/1999. Darin entwickelte Yamanaka das Thema Armut, indem er schmutzige Kinder fotografierte, die in Flüchtlingslagern auf den Philippinen lebten.

### Jyoudo (2001–2002)
Thema der Fotoserie Jyoudo (japanisch 浄土, das vollkommene Land, das buddhistische Paradies) ist der deformierte menschliche Körper. Die Serie wirft einen unnachgiebigen Blick auf Menschen mit verschiedenen angeborenen oder in Unfällen begründeten Behinderungen. In diesen großen Schwarzweißaufnahmen vor einem weißen, nahtlosen Hintergrund werden die Details der nackten Körper überdeutlich. Doch sie lösen weder Erschrecken noch Mitleid aus; die ästhetische Art der Präsentation lädt dazu ein, hinter ihre körperlichen Unzulänglichkeiten zu blicken. Yamanaka sieht darin eine Möglichkeit, die Gegenwart des Bodhisattva in ihren Körpern wahrzunehmen.

### Wukong Mang Mang Ran (2004)
Yamanaka zeigt in der Fotoserie Wukong Mang Mang Ran (japanisch 無空　茫々然, der Zustand der grenzenlosen Leere) aus dem Jahr 2004 die Körper von Sternenkindern, die alleine nicht lebensfähig waren. Er bildet Leben ab, das noch vor der Geburt zu Ende war. Nach der buddhistischen Auffassung wird gerade den beeinträchtigten Menschen Erleuchtung zuteil. Indem Yamanaka die toten Körper in ihrer Zartheit und Zerbrechlichkeit zeigt, verleiht er ihrem Leben eine Bedeutung, die ihnen seiner Ansicht nach vor allem in den westlichen Gesellschaften kurz nach der Jahrtausendwende nicht zugestanden worden sei.
Der Fotograf äußerte 2008 in einem Interview, er habe einen weißen Hintergrund gewählt, weil er dem Dargestellten nicht zu viel Bedeutung verleihen wollte. Eher sollten die Körper wie kleine Spielzeuge aus Verkaufsautomaten aussehen. Aus Zensurgründen sei es dennoch nahezu unmöglich, die Aufnahmen in Japan auszustellen. Er denke eher daran, sie gedruckt zu veröffentlichen. Dies setzte er 2009 in dem Buch Gyathei um.

## Ausstellungen (Auswahl)

### Einzelausstellungen (Auswahl)
- 1989: Arakan. Yûrakuchô Asahi Gallery, Tokyo.[1][3]
- 1994: Fruitmarket Gallery, Edinburgh
- 2000: Waschhaus, Potsdam
- 2000: Gyathei. Stefan Stux Gallery, New York
- 2001: Wood Street Gallery, Pittsburgh
- 2001: Manabu Yamanaka. Menschenbilder, Museum Morsbroich, Leverkusen
- 2003: Jyoudo. Stefan Stux Gallery, New York
- 2009: Manabu Yamanaka: 25 Years: Book Launch / Selected Works. Stefan Stux Gallery, New York

### Gruppenausstellungen
- 1997: The Desire and the Void. Art and Photography in Japan, Kunsthalle Wien
- 1997: In Visible Light. Photography and Classification in Art, Oxford Museum of Modern Art
- 1999: The Time of Our Lives, Museum of Contemporary Art
- 2003: Skin Talk, Musée de la Civilisation, Québec
- 2018: Das letzte Bild, Stadtgalerie Saarbrücken